# Paul Knüpfer

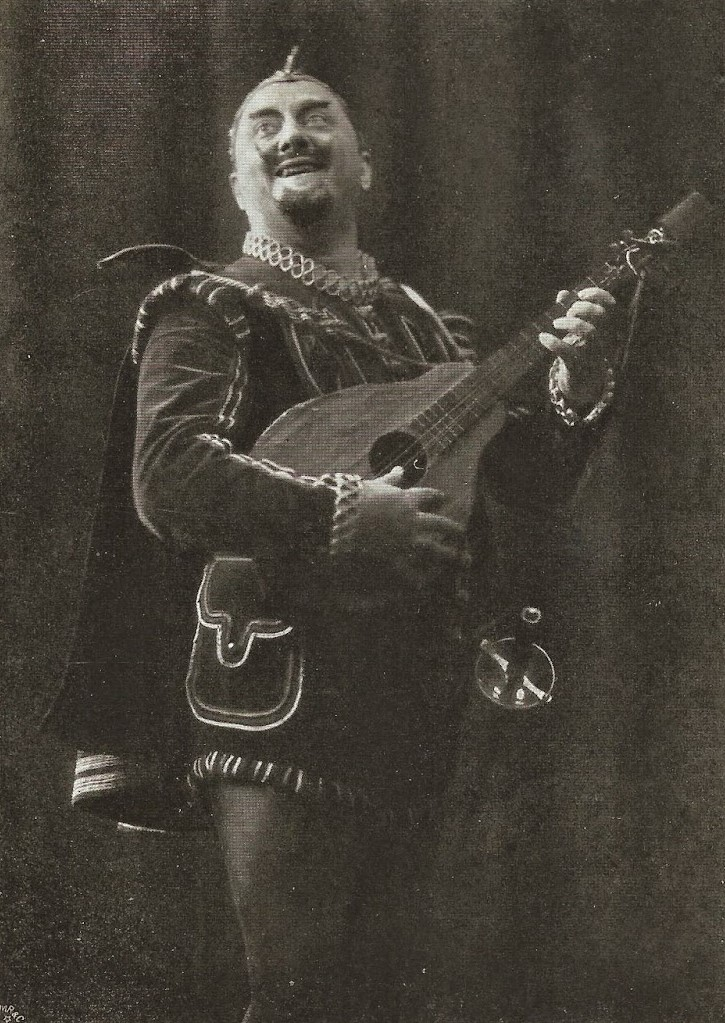
Méphistophélès in Faust

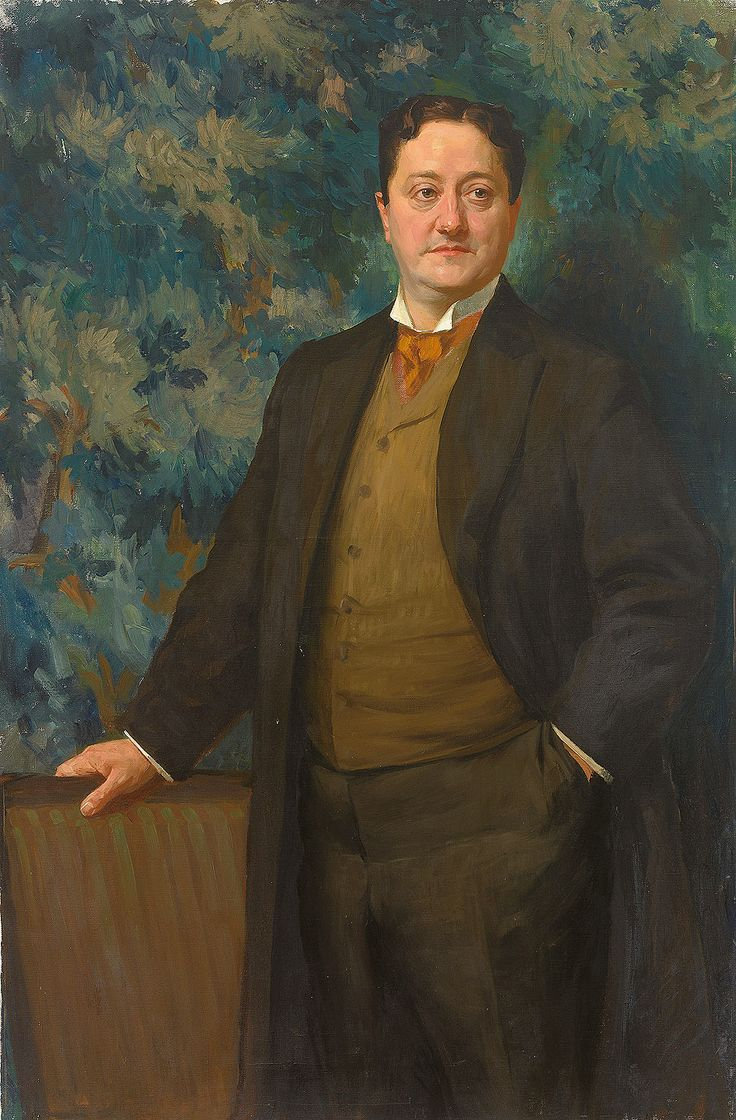
Kammersänger Paul Knüpfer. Porträt von Heinrich Hellhoff (1868–1914)

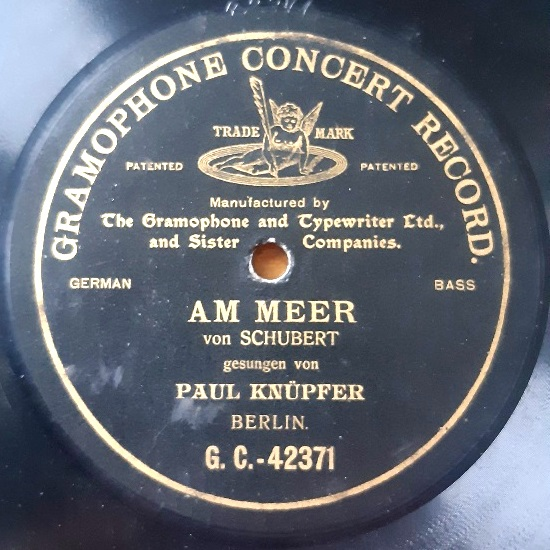
Frühe Schallplatte von Paul Knüpfer (Berlin 1901)

Gustav Wilhelm Paul Knüpfer (* 21. Juni 1866 in Halle; † 5. November 1920 in Berlin-Schöneberg) war ein deutscher Opernsänger (Bass).

## Leben
Knüpfer, der Sohn des Hallenser Domkantors Richard Knüpfer (* 1838/39 Meura; † 1898 Halle), wollte eigentlich Mediziner werden, studierte aber ab Herbst 1884 am Konservatorium Sondershausen Orchesterleitung. Seine Stimme ließ er im Nebenfach durch den Bariton Bernhard Günzburger (1846–1919) ausbilden. Bereits nach einer Studienzeit von lediglich einem Jahr trat er in der Partie des Raphael in Haydns Oratorium Die Schöpfung erstmals öffentlich auf. Trotz des erklärten Widerwillen seines Vaters ging er dann doch als Sänger zur Bühne und gab 1887 sein Debüt am Fürstlichen Theater Sondershausen.
Danach sang Knüpfer von 1887 bis 1898 an der Oper Leipzig, zumeist als Bassbuffo. Von 1898 bis 1920 hatte er ein Engagement an der Berliner Hofoper, der späteren Staatsoper. Hier sang er in zahlreichen Ur- und Erstaufführungen; im April 1920 zog er sich aus gesundheitlichen Gründen von der Bühne zurück.
Zwischen 1901 und 1912 trat er mehrfach bei den Bayreuther Festspielen auf.
Zwischen 1904 und 1914 gastierte er auch an der Covent Garden Oper London sowie des Öfteren an der Dresdner Hofoper und am Neuen deutschen Theater in Prag.
Von 1903 bis 1920 war Knüpfer Lehrer der Opernklasse der Berliner Hochschule für Musik.
Im März 1908 wurde er zum königlich-preußischen Kammersänger ernannt.
Knüpfers erste Ehefrau war die Opernsängerin Marie Knüpfer-Egli (1872–1924), mit der er von 1899 bis 1915 verheiratet war. 1915 heiratete er Gertrude Elena Smith (* 1874, New York); auch diese Ehe wurde – wenige Monate vor seinem Tod – geschieden. 
Seine Schwester Margarete Knüpfer (1877–1965) war ebenfalls Opernsängerin, sein Bruder Willy Knüpfer (1875–1901) galt als begabter Liederkomponist.
Paul Knüpfer starb 1920 im Alter von 54 Jahren an den Folgen eines Schlaganfalls. Er wurde auf dem Friedhof I der Jerusalems- und Neuen Kirche in Kreuzberg beigesetzt. Das Grab ist nicht erhalten.

## Schallplatten
Paul Knüpfer hat etwa 200 Aufnahmen auf Schellackplatten hinterlassen. Die ersten erschienen auf Lieban Künstler-Phonographenwalzen (Berlin 1900–01), dann folgten weitere auf Berliner Records (Berlin 1900–01), G&T (Berlin 1901 und 1903–07 sowie Bayreuth 1904) und Gramophone (Berlin 1908–16, hier u. a. Mephisto in vollständiger „Margarethe“ von 1908). Als Beispiele sind zu nennen: Schubert-Lieder, Arien aus den Opern Figaros Hochzeit, Die Zauberflöte, Zar und Zimmermann, Die lustigen Weiber von Windsor oder Die Jüdin.
20 seiner Opernaufnahmen wurden auf CD wiederveröffentlicht: Paul Knüpfer. Preiser Records/Lebendige Vergangenheit 89 524 (Wien 2000).
Von seiner Frau Marie Knüpfer-Egli existieren Aufnahmen auf Berliner Records (Berlin 1901), G&T (Berlin 1902, 1904 und 1906) sowie Zonophone (Berlin 1907). Im Jahre 1906 entstanden Duette mit ihrer Schwägerin Margarete Knüpfer auf G&T (Duette aus „Hänsel und Gretel“).

## Repertoire (Auswahl)
- Charles Gounod: Faust (Méphistophélès)
- Albert Lortzing: Zar und Zimmermann (van Bett)
- Wolfgang Amadeus Mozart: Die Zauberflöte (Sarastro)
- Otto Nicolai: Die lustigen Weiber von Windsor (John Falstaff)
- Richard Strauss: Der Rosenkavalier (Ochs auf Lerchenau)
- Richard Wagner: Parsifal (Gurnemanz und Titurel)
- Richard Wagner: Die Walküre (Hunding)